# Halowy hokej na trawie
Halowy hokej na trawie – zespołowa gra sportowa.
W halowej odmianie hokeja na trawie gra się w 6 zawodników (+ 6 rezerwowych). Bramki mają 2 metry długości i 3 metry szerokości. W odmianie halowej kije są lżejsze niż na boisku otwartym.
W halowej odmianie hokeja na trawie rozgrywa się między innymi Mistrzostwa świata i Mistrzostwa Europy.
Halowe mistrzostwa świata zarówno mężczyzn jak i kobiet po raz pierwszy odbyły się w 2003 roku w Lipsku. W rozegranych do tej pory edycjach męska reprezentacja Polski trzykrotnie zajęła 2. miejsce, wywalczając srebrne medale w 2003, w 2007 oraz w 2011 roku. Żeńska reprezentacja w 2025 wywalczyła tytuł mistrzowski.
Halowe mistrzostwa Europy w hokeju na trawie mężczyzn po raz pierwszy zostały rozegrane w 1974 roku w Berlinie Zachodnim. Rozgrywki zostały zdominowane przez reprezentantów Niemiec, którzy do tej pory (łącznie z RFN) zdobyli 17 złotych medali. Polacy dotychczas wywalczyły trzy srebrne krążki w 1999, 2006 i 2024 roku oraz jeden brązowy w roku 2001.
Halowe mistrzostwa Europy w hokeju na trawie kobiet po raz pierwszy zostały rozegrane w 1975 roku w Arras. Rozgrywki zostały zdominowane przez reprezentantki Niemiec, które do tej pory (łącznie z RFN) zdobyły 17 złotych medali. Polki dotychczas wywalczyły dwa srebrne medale w 2016 i w 2024 roku oraz dwa brązowe krążki w 2012 i 2014 roku.
Halowe mistrzostwa Polski w hokeju na trawie mężczyzn po raz pierwszy rozegrano w 1961 roku. Najwięcej dwadzieścia tytułów zdobył Grunwald Poznań.
Żeńska edycja halowych mistrzostw Polski pierwszy raz odbyła się w 1971 roku. Najwięcej do tej pory jedenaście triumfów święcił Start Brzeziny.